# Tegalmojo
Tegalmojo is een bestuurslaag in het regentschap Probolinggo van de provincie Oost-Java, Indonesië. Tegalmojo telt 939 inwoners (volkstelling 2010).